# Birthday (canción de Somi)
«Birthday» (estilizado en mayúsculas) es el sencillo debut de la cantante Somi. La canción fue lanzada por The Black Label el 13 de junio de 2019.

## Antecedentes y lanzamiento
El 21 de noviembre de 2018, se reveló que Somi estaba trabajando en nueva música con el objetivo de hacer su debut como solista en marzo de 2019. El 23 de febrero de 2019, se informó que la fecha del debut sería mayo y que ella debutaría con una canción producida por Teddy, confirmando también que la grabación se completó y que se estaba preparando para filmar el vídeo musical que lo acompaña. En ese momento no se confirmó si el lanzamiento será un sencillo o un EP. Posteriormente, The Black Label confirmó que la cantante debutaría el 1 de mayo.
El 29 de abril, se anunció su debut se retrasó debido a problemas internos en su agencia y la nueva fecha sería a fines de mayo. También se citó que el retraso fue para considerar la calidad del álbum. Poco después, la agencia declaró que «la grabación estaba completa, pero aún no se ha decidido el día de su debut. También se agregó que el videoclip no estaba filmado.
«Birthday» se lanzó el 13 de junio de 2019 a través de varios sitios de música, incluidos Melon y Apple Music.

## Composición
«Birthday» fue escrita por Teddy, Brother Su, Bekuh Boom y Danny Chung; compuesta por Teddy, 24, Bekuh Boom y Somi; y arreglada por 24 y R.Tee. Es una canción de dance descrita como un tema de hip-pop funky y alegre. La letra trata sobre Somi celebrándose a sí misma de una manera refrescante.
«Outta My Head» es el lado B, escrito por Somi, quien también participó en su composición junto con 24. Fue arreglado por este último y descrita como una canción de R&B alternativo.

## Éxito comercial
«Birthday» debutó en la 51.ª posición de Gaon Digital Chart El sencillo también encabezó las principales listas de Corea del Sur, incluyendo Mnet, Bugs y Soribada.

## Lista de canciones
| N.º  | Título                                 | Letras                                     | Música                      | Duración |  |
| 1.   | «Outta My Head» (어질어질; Eojireojil) | Somi                                       | Somi, 24                    | 3:08     |  |
| 2.   | «Birthday»                             | Teddy, Brother Su, Bekuh Boom, Danny Chung | Teddy, 24, Bekuh Boom, Somi | 3:05     |  |
| 6:13 |                                        |                                            |                             |          |  |

## Posiciones en listas
| Listas (2019)                        | Mejor posición |
| ------------------------------------ | -------------- |
| Malasia (RIM)                        | 20             |
| New Zealand Hot Singles (RMNZ)       | 28             |
| Singapur (RIAS)                      | 8              |
| Corea del Sur (Gaon)                 | 22             |
| Corea del Sur (K-pop Hot 100)        | 18             |
| World Digital Song Sales (Billboard) | 5              |

## Historial de lanzamiento
| Región | Fecha               | Formato(s)                  | Distribuidora(s) |
| ------ | ------------------- | --------------------------- | ---------------- |
| Varios | 13 de junio de 2019 | Descarga digital, streaming | The Black Label  |